# Emma Petitti
Emma Petitti (Rimini, 12 maggio 1970) è una politica italiana, dal 2020 al 2024 Presidente dell'Assemblea legislativa dell'Emilia-Romagna.
È stata deputata alla Camera dal 2013 al 2015 e assessore al Bilancio e al Riordino Istituzionale della Regione Emilia-Romagna dal 2014 al 2020 presieduta da Stefano Bonaccini.

## Biografia
Si è laureata in Filosofia all'Università di Bologna con uno studio a carattere epistemologico dedicato a "Donne e Scienza", si è occupata per anni di formazione e progettazione. Dalla fine degli anni '90 ha svolto varie attività di ricerca e formazione inerenti al settore della progettazione europea, conseguendo il master AICCRE in Europrogettazione e sviluppando particolari competenze nell'ambito delle politiche di genere. Per gli studi realizzati su "Donne e Tecnologia" ha conseguito nel 2002 la Borsa di studio “Donne e ricerca” e il premio “Marisa Bellisario”, ricevuti in occasione del II convegno internazionale “Donne, Economia e Potere”.
In ambito regionale ha collaborato con l'Università di Bologna e il Centro di documentazione delle donne di Bologna alla progettazione dell'Istituto per le Strategie di Genere, al programma “Portico - Pari opportunità/tecnologie /comunicazione per l'occupazione”, alla realizzazione della Scuola di Politica femminile “Hannah Arendt” e ai progetti “Genere e Governance” dedicati alle politiche di armonizzazione relative all'utilizzo di Spazi e tempi urbani.
Ha collaborato con Pubbliche amministrazioni e associazioni nell'organizzazione di attività culturali e formative, curando dal 2004 al 2006 le iniziative e i progetti della Casa delle Donne di Rimini.

## Attività politica

### Consiglio comunale di Rimini
Alle elezioni amministrative del 2006 si candida al consiglio comunale di Rimini, tra le liste de L'Ulivo (lista elettorale che unisce principalmente Democratici di Sinistra e La Margherita) a sostegno del candidato sindaco Alberto Ravaioli, risultando eletta consigliera comunale e andando a ricoprire la carica di presidente della Commissione consiliare Cultura sotto l'amministrazione comunale di Ravaioli.
A giugno 2010 viene eletta segretaria del Partito Democratico nella sezione di Rimini e alle amministrative del 2011 è stata riconfermata consigliere comunale con quasi 900 preferenze. Il successivo 2 ottobre 2011 è stata eletta segretario provinciale del PD di Rimini.

### Deputata alla Camera e Assessore regionale
Alle elezioni politiche del 2013 viene candidata alla Camera dei deputati, tra le liste del Partito Democratico nella circoscrizione Emilia-Romagna, dove risulta eletta deputata. Nella XVII legislatura della Repubblica è stata componente della 10ª Commissione Attività produttive, commercio e turismo.
Il 29 dicembre 2014, in seguito alle elezioni regionali in Emilia-Romagna del 2014, il neo-eletto presidente Stefano Bonaccini la nomina assessore con deleghe al bilancio, riordino istituzionale, risorse umane e pari opportunità nella sua giunta regionale; di conseguenza il 12 gennaio 2015 rassegna le dimissioni dalla Camera, venendo sostituita da Paola Boldrini.
A marzo 2019, in seguito alla elezione di Nicola Zingaretti come segretario del Partito Democratico, viene eletta nella Direzione Nazionale del Partito Democratico.

### Presidente dell'Assemblea legislativa dell'Emilia-Romagna
In occasione delle elezioni regionali in Emilia-Romagna del 2020 viene eletta consigliere regionale nella circoscrizione di Rimini con 8.000 voti. Il 28 febbraio 2020 viene eletta presidente dell'Assemblea legislativa dell'Emilia-Romagna con 48 voti a favore e 1 astenuto, succedendo a Simonetta Saliera.
In vista delle elezioni amministrative del 2021 annuncia in una nota l'intenzione di candidarsi a sindaco di Rimini, ottenendo l'appoggio della politologa Nadia Urbinati, l'europarlamentare Elisabetta Gualmini e del movimento delle sardine, ma sia il PD che la coalizione di centro-sinistra alla fine converge sulla candidatura dell'assessore al commercio uscente di Rimini Jamil Sadegholvaad.
Alle primarie del PD del 2023 sostiene la mozione della deputata del PD Elly Schlein, che risulterà vincente con il 53,75% dei voti.